# Pedro Autran da Matta e Albuquerque Junior
Pedro Autran da Matta e Albuquerque Junior (Recife, 5 de outubro de 1829 – Rio de Janeiro, 15 de novembro de 1886) foi um médico brasileiro.
Doutorado pela Faculdade de Medicina da Bahia em 1854. Foi eleito membro da Academia Nacional de Medicina em 1862, na presidência de Antônio Félix Martins, com o número acadêmico 86.